# ویل بریل
ویل بریل (انگلیسی: Will Brill؛ زادهٔ ۱۱ ژوئیهٔ ۱۹۸۶) بازیگر است. وی از سال ۲۰۰۸ میلادی تاکنون مشغول فعالیت بوده‌است.
از فیلم‌ها یا مجموعه‌های تلویزیونی که وی در آن‌ها نقش داشته‌است، می‌توان به نگران نباش عزیزم، دیوانه، لوئی، گاتهام، فهرست سیاه، ابتدایی، مظنون، او ای، ان‌سی‌آی‌اس: نیواورلئان و خانم میزل شگفت‌انگیز اشاره نمود.